# فيليب بي. هيلي
فيليب بي. هيلي هو سياسي أمريكي، ولد في 21 أغسطس 1921، وتوفي في 27 مايو 1996. نشط حزبياً في الحزب الجمهوري. وقد انتخب عضو جمعية ولاية نيويورك ‏.